# Oxacis cana
Oxacis cana es una especie de coleóptero de la familia Oedemeridae. Mide de 8 a 12 mm.

## Distribución geográfica
Habita en Estados Unidos.